# Plano Quinquenal (China)
O Plano Quinquenal  (chinês tradicional: 五年計劃, chinês simplificado: 五年计划, pinyin: Wǔnián Jìhuà) é um plano de desenvolvimento chinês concebido após o governo comunista assumir o controle do país em 1949 e instalado em 1953, quando a China deu início ao seu primeiro plano quinquenal de 1953-1957. O foco do Primeiro Plano Quinquenal foi “desenvolver indústrias pesadas” e estabeleceu metas ambiciosas para indústrias e áreas de produção consideradas prioritárias pelo PCCh. Os planos quinquenais são um mecanismo adotado pelo país em altos e baixos econômicos, bem como durante mudanças no ambiente externo.
Os planos de cinco anos da China adotam uma abordagem de cima para baixo durante a implementação, mesmo assim, eles envolvem rodadas de solicitação de opinião de baixo para cima antes de serem colocados em prática. Sugestões de especialistas, funcionários do governo, consultores políticos e organizações avaliadoras terceirizadas são levadas em consideração durante a formulação dos planos. Esses esforços têm sido feitos para garantir um roteiro viável, consistente e previsível, que se alinha com a visão de longo prazo do país para o rejuvenescimento nacional. Em contraste com as constantes mudanças e reversões de governos nos países ocidentais, como por exemplo o Brasil de Lula e os EUA de Trump, onde as promessas e planos de um governo têm menor probabilidade de serem cumpridos pelo próximo governo, os planos quinquenais da China mostram futuro previsível.
Os planos são atribuídos pelo Partido Comunista da China a um maior desenvolvimento socioeconômico. Desde 1953, a China implementou quartoze planos de cinco anos. O ano de 2021 marcou o primeiro ano do décimo quarto Plano Quinquenal.

## Histórico

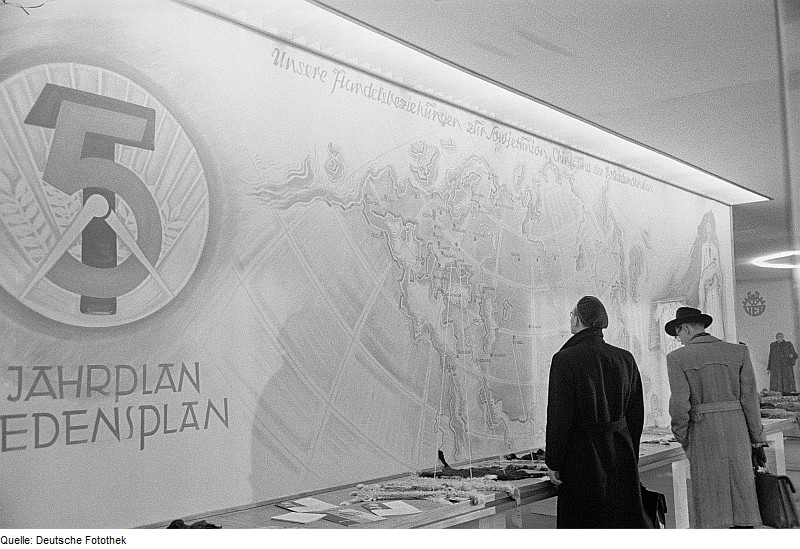
Visitantes em frente a um painel de informações onde se lê: "Nossas relações comerciais com a União Soviética, China e Balcãs" (1951)

Em 1953, a China traçou seu primeiro plano de cinco anos, quando o país precisava construir sua capacidade a partir do zero. O primeiro plano quinquenal estabeleceu a tarefa básica de lançar as bases da industrialização da China e completar sua transformação socialista. Durante esse período, a China produziu com sucesso seu primeiro carro, seu primeiro avião a jato e a ponte do rio Wuhan Yangtze. No final de 1957, a produção industrial total da China havia aumentado 128,6% em comparação com 1952, notavelmente que resultou em fome em massa e na morte de dezenas de milhões de chineses. Antes que a China iniciasse sua reforma e abertura no final dos anos 1970, seus planos de cinco anos se concentravam principalmente em acelerar a industrialização do então país agrário.  A fome em massa durante o segundo plano quinzenal é amplamente considerada como a fome mais mortal e um dos maiores desastres provocados pelo homem na história da humanidade.
Em uma época em que a economia planejada era dominante, os planos de cinco anos orientavam o fluxo de recursos limitados para atender às necessidades básicas dos grupos desfavorecidos. Ao longo dos anos, os planos quinquenais da China viram seu foco evoluindo com as mudanças nas condições nacionais.  Com a transição gradual do país da economia planejada para uma economia de mercado socialista orientada para o mercado, seus planos de cinco anos progrediram para incluir mais diretrizes baseadas no mercado em vez de comandos obrigatórios e metas econômicas rígidas. Além disso, os planos não são mais apenas focados na economia. Temas e filosofias de desenvolvimento mais inclusivos foram consagrados nos planos para orientar o desenvolvimento integral do país, com muita atenção à proteção ambiental e ao bem-estar social. Os gastos do país com pesquisa e desenvolvimento devem crescer mais de 7% ao ano nos próximos cinco anos, de acordo com o esboço do 14º Plano Quinquenal (2021-2025) para o desenvolvimento econômico e social nacional e os objetivos de longo prazo até o ano de 2035.

## Primeiro Plano (1953–1957)
Tendo restaurado uma base econômica viável, a liderança de Mao Zedong, Zhou Enlai e outros veteranos revolucionários estava preparada para embarcar em um programa intensivo de crescimento industrial e socialização. Para tanto, a administração adotou o modelo econômico soviético, baseado na propriedade do Estado no setor moderno, grandes unidades coletivas na agricultura e planejamento econômico centralizado.   A abordagem soviética para o desenvolvimento econômico foi manifestada no Primeiro Plano Quinquenal (1953–1957). O plano estabeleceu metas ambiciosas para infraestrutura e produção, especialmente nas indústrias pesadas.

### As principais tarefas destacadas no Plano foram
- Concentrar esforços na construção de 694 projetos industriais de grande e médio porte, incluindo 156 com a ajuda da União Soviética
- Estabelecer as bases primárias para a industrialização socialista da China
- Desenvolver cooperativas de produtores agrícolas para ajudar na transformação socialista da agricultura e do artesanato
- Colocar a indústria e o comércio capitalistas no caminho do capitalismo de estado
- Facilitar a transformação socialista da indústria e comércio privados.[10]

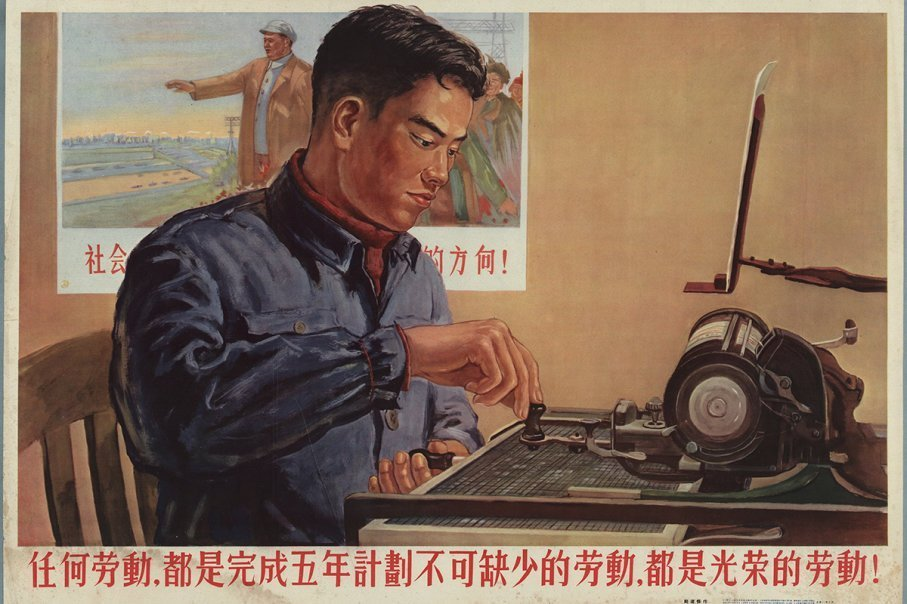
Pôster de propaganda da era Mao "Qualquer trabalho que pretenda concluir e não falhar o plano de cinco anos, todo esse trabalho é glorioso!"

O investimento acumulado em construção de capital foi de 55 bilhões de yuans e os incrementos de ativos fixos chegaram a 46,05 bilhões de yuans, 1,9 vezes mais do que no final de 1952. Cerca de 595 projetos de grande e médio porte foram concluídos e colocados em produção, estabelecendo a estrutura da industrialização da China. O valor bruto dos produtos industriais em 1957 aumentou 128,6% em relação a 1952.
- A produção de aço em 1953 foi de 1,35 milhão de toneladas métricas. Em 1957, a produção de aço chinesa assistida pela União Soviética havia subido para 5,35 milhões de toneladas métricas.[12]
- A produção de carvão em 1957 atingiu 131 milhões de toneladas, um aumento de 98% em relação a 1952.
- O valor da produção bruta da indústria e da agricultura aumentou de 30% em 1949 para 56,5% em 1957, enquanto o da indústria pesada aumentou de 26,4% para 48,4%. Em 1957, a produção de grãos atingiu 195 bilhões de quilos e a de algodão 32,8 milhões de dan (1 dan = 50 quilos), ambas superando as metas estabelecidas no Plano.

Os dois maiores problemas que surgiram nesse período foram os seguintes: A produção agrícola não conseguia acompanhar a produção industrial. O Plano considerava o valor da produção industrial bruta representando 70% do valor da produção bruta da indústria e da agricultura e os meios de produção respondendo por 60% do valor da produção industrial bruta como indicadores de modernização industrial, que ignorava o desenvolvimento da agricultura em algum sentido.
Além disso, os investimentos em construção de capital em 1956 totalizaram 14,735 bilhões de yuans, um aumento de 70% em relação ao ano anterior. As despesas fiscais na forma de empréstimos para infraestrutura aumentaram de 1955 para 48%, ante 30% em relação a 1955, causando uma pressão no orçamento nacional.
Como na economia soviética, o objetivo principal era uma alta taxa de crescimento econômico, com ênfase principal no desenvolvimento industrial em detrimento da agricultura e concentração particular na indústria pesada e tecnologia intensiva em capital. Os planejadores soviéticos ajudaram seus colegas chineses a formular o plano. Um grande número de engenheiros, técnicos e cientistas soviéticos ajudaram no desenvolvimento e instalação de novas instalações industriais pesadas, incluindo fábricas inteiras e peças de equipamento adquiridas da União Soviética.
O controle do governo sobre a indústria foi aumentado durante esse período, aplicando pressões financeiras e incentivos para convencer os proprietários de empresas privadas a vendê-las ao estado ou convertê-las em empresas públicas-privadas conjuntas sob controle estatal. Em 1956, aproximadamente 67,5% de todas as empresas industriais modernas eram estatais, e 32,5% eram de propriedade público-privada conjunta, não restando nenhuma empresa privada. No mesmo período, as indústrias de artesanato foram organizadas em cooperativas, que representavam 91,7% do total de trabalhadores artesanais em 1956.

### Agricultura
A agricultura também passou por extensas mudanças organizacionais. Para facilitar a mobilização de recursos agrícolas, melhorar a eficiência da agricultura e aumentar o acesso do governo aos produtos agrícolas, as autoridades incentivaram os agricultores a organizar a agricultura cooperativa, a partir de 1953. Como as práticas tradicionais da agricultura familiar não eram suficientes para financiar os ambiciosos projetos de industrialização do país. , os dirigentes do partido incentivaram as famílias a agrupar suas fazendas em pequenas cooperativas para aumentar a produção agrícola. Ao contrário das políticas de agricultura coletiva em grande escala que começaram em 1958, as cooperativas foram bem-sucedidas e populares. Representantes de partidos locais, como Geng Xiufeng, em grande parte encontraram o apoio de agricultores locais. No final de 1955, quase 2/3, cerca de 60%, de todos os agricultores chineses estavam engajados na agricultura cooperativa. Famílias de agricultores, que antes se dedicavam principalmente à agricultura de subsistência, passaram a criar e vender gado com base no aumento dos excedentes de grãos, o que foi diretamente responsável pela popularidade das práticas e pela rápida taxa de inscrição. O planejamento do comitê central ditava que, das pequenas equipes de ajuda mútua, frouxamente estruturadas, as aldeias deveriam avançar primeiro para as cooperativas de produtores agrícolas de estágio inferior, nas quais as famílias ainda recebiam alguma renda com base na quantidade de terra que contribuíam e, eventualmente, para cooperativas avançadas, ou coletivos começando em 1958 com o segundo Plano Quinquenal.
Nas cooperativas de produtores agrícolas, as participações na renda foram projetadas para se basear apenas na quantidade de trabalho contribuído. Na realidade, pequenos mercados agrícolas que giravam em torno de excedentes de cooperativas surgiram em todo o país. As reformas agrárias de 1949 a 1951 aumentaram a propriedade privada da terra, com resultados típicos aumentando a propriedade da terra dos agricultores de pouco menos de um acre para aproximadamente três acres. O processo cooperativo, iniciado em 1953, acelerou-se rapidamente, lentamente, de 1955 a 1956. Em 1957, cerca de 93,5% de todas as famílias agrícolas haviam aderido a cooperativas de produtores.

### Crescimento econômico
Em termos de crescimento econômico, o Primeiro Plano Quinquenal foi bastante bem-sucedido, especialmente nas áreas enfatizadas pela estratégia de desenvolvimento de estilo soviético. Uma base sólida foi criada na indústria pesada. Indústrias-chave, incluindo fabricação de ferro e aço, mineração de carvão, produção de cimento, geração de eletricidade e construção de máquinas foram amplamente expandidas e colocadas em bases tecnológicas modernas e firmes. Milhares de empresas industriais e de mineração foram construídas, incluindo 156 instalações principais. A produção industrial aumentou a uma taxa média anual de 19% entre 1952 e 1957, e a renda nacional cresceu a uma taxa de 9% ao ano.
Apesar da falta de investimento estatal na agricultura, a produção agrícola aumentou substancialmente, com aumentos médios de cerca de 4% ao ano. Este crescimento resultou principalmente dos ganhos de eficiência proporcionados pela reorganização e cooperação alcançadas através da agricultura cooperativa. À medida que o Primeiro Plano Quinquenal avançava, no entanto, os líderes chineses ficaram cada vez mais preocupados com o desempenho relativamente lento da agricultura e a incapacidade das empresas estatais de comercialização de aumentar significativamente a quantidade de grãos adquiridos nas unidades rurais para consumo urbano e para financiar o muitos grandes projetos de industrialização urbana.

## Segundo Plano (1958–1962)
Este plano foi criado para realizar várias tarefas, incluindo:
- Expansão da indústria pesada na China.
- Promover a causa do socialismo transferindo mais propriedade para propriedade coletiva.
- Estimular o crescimento econômico da China por meio da indústria, agricultura, artesanato, transporte e comércio.
- Cultivar o desenvolvimento cultural e científico do povo chinês.
- Fortalecimento da defesa nacional e melhoria dos padrões de vida na China.

O Bureau Político do CPC determinou que o valor bruto dos produtos agrícolas aumentasse 270%; na verdade, o ganho foi consideravelmente mais modesto, 35%. No entanto, o plano foi bem-sucedido em alguns aspectos. O país viu aumentos na construção de capital em relação aos observados durante o primeiro Plano Quinquenal e também viu aumentos significativos na indústria (dobrando o valor da produção) e na renda (trabalhadores e agricultores, aumento de até 30%).
No entanto, o Grande Salto para a Frente, que desviou milhões de trabalhadores agrícolas para a indústria, e a campanha do mate um pardal, que levou a uma infestação de gafanhotos, bem como a problemas naturais e climáticos sem precedentes, causaram uma enorme diminuição na produção de alimentos. Simultaneamente, as autoridades rurais, sob enorme pressão para cumprir suas cotas, exageraram muito a quantidade de grãos disponível. Assim, uma fome massiva em todo o país se seguiu.

## Terceiro Plano (1966-1970)

Da esquerda para a direita: Mao Zedong, Lin Biao, Zhou Enlai e Chen Boda durante a Revolução Cultural - Pequim, 1966

O Terceiro Plano foi originalmente previsto no início de 1963, mas naquela época a economia da China estava muito deslocada, como resultado do fracasso do Grande Salto Adiante e quatro colheitas ruins, para permitir quaisquer operações planejadas. A pesquisa e o estudo dos elementos deste Plano começaram no início de 1964. O Plano continha dois esquemas comparativamente detalhados: um era o Plano Provisório Preliminar do 3º Plano Quinquenal (1966-1970) proposto pela Comissão de Planejamento do Estado e aprovado pelo Reunião de trabalho do governo central em maio de 1964; a outra foi o Programa de Estudos sobre o Arranjo do 3º Plano Quinquenal elaborado pela Comissão de Planejamento do Estado e aprovado pelo governo central em setembro de 1965.
O plano provisório estabeleceu as seguintes tarefas básicas:
- Para não poupar esforços para desenvolver a agricultura, resolver problemas generalizados relativos à alimentação, roupas e outras necessidades básicas das pessoas;
- Para fortalecer a defesa nacional e se esforçar para fazer avanços em tecnologia;
- A fim de apoiar a agricultura e fortalecer a defesa nacional, melhorar a infraestrutura, continuar a melhorar a qualidade da produção, aumentar a variedade e a quantidade da produção, construir uma economia de autossuficiência e desenvolver o transporte, o comércio, a cultura, a educação e a pesquisa científica.

O Plano também apelou para a priorização da defesa nacional à luz de uma possível grande guerra, preparando ativamente para os conflitos e acelerando a construção em três áreas principais; defesa nacional, ciência e tecnologia e infra-estrutura da indústria e transporte.
A produção de outros produtos importantes recém-adicionados foi de 68,06 milhões de toneladas de carvão; 8,60 milhões de quilowatts de eletricidade; 27,77 milhões de toneladas de petróleo; 6,53 milhões de toneladas de aços; 35,90 milhões de toneladas de minério de ferro; 2,44 milhões de toneladas de amônia sintetizada; 2,04 milhões de toneladas de fertilizantes; 15,33 milhões de toneladas de cimento; 187.000 toneladas de plásticos; 3,22 milhões de toneladas de fusos de algodão; 12.300 toneladas de fibras químicas; 3.894 quilômetros de ferrovias recém-construídas e 31.223 quilômetros de rodovias recém-construídas foram colocados em operação; e a capacidade de manuseio dos portos costeiros foi de mais de 11,91 milhões de toneladas.
Este plano teve mais êxito do que o previsto, com as metas industriais e agrícolas superando em 14,1% e as metas de valor da produção bruta industrial em 21,1%. Os ganhos agrícolas também superaram as metas, mas de forma mais moderada, com alta de 2,2% acima das expectativas. De acordo com o Portal Oficial do Governo Chinês, entretanto, o foco na acumulação e no rápido desenvolvimento neste e nos planos anteriores foram obstáculos ao desenvolvimento econômico de longo prazo.

## Quarto Plano (1971-1975)
Um primeiro esboço do Plano foi desenvolvido e aprovado em setembro de 1970 na 2ª Sessão Plenária do 9º Comitê Central do Partido Comunista, que estipulou:
- A taxa média de crescimento anual do valor da produção bruta da indústria e da agricultura chega a 12,5%
- 130 bilhões de yuans seriam orçados para construção de infraestrutura dentro de cinco anos
- A produção industrial esperada atingiria entre 300 e 325 bilhões de quilos de grãos, entre 65 e 70 milhões de piculs (3,9-4,2 bilhões de quilos) de algodão, entre 35 e 40 milhões de toneladas de aço, entre 400 e 430 milhões de toneladas de carvão, entre 200 e 220 bilhões de kWh de eletricidade, e entre 900 milhões e 1 bilhão de toneladas de carga ferroviária

Em julho de 1973, a Comissão de Planejamento do Estado alterou o projeto, reduzindo algumas das metas inicialmente estabelecidas. A produção de aço foi reduzida para entre 32 e 35 milhões de toneladas e posteriormente reduzida para 30 milhões de toneladas. A economia nacional deu uma guinada favorável em 1972 e 1973. Em 1973, todos os principais índices econômicos haviam sido atingidos ou superados, tornando-o o ano de maior crescimento econômico.

## Quinto Plano (1976-1980)

Deng Xiaoping e Jimmy Carter dando entrevista na Casa Branca - 31 de janeiro de 1979.

O governo central estipulou o Esboço do Plano Decenal de Desenvolvimento da Economia Nacional (Rascunho) de 1976-1985 em 1975, que incluía o 5º Plano Quinquenal. Em março de 1978, o Esboço de Desenvolvimento de Dez Anos foi alterado porque a versão original em 1975 estipulava que em 1985, a produção de aço e petróleo deveria atingir 60 e 250 milhões de toneladas, respectivamente, e 120 grandes projetos, incluindo 10 bases de produção de aço, nove não ferrosos devem ser construídas bases metálicas, oito bases de carvão e 10 campos de petróleo e gás. Para atingir essas metas, o governo teria que investir 70 bilhões de yuans na construção de infraestrutura, igualando o investimento nacional total nos 28 anos anteriores.
O Plano apresentou sugestões para estabelecer um sistema industrial independente e comparativamente completo e um sistema econômico nacional de 1978 a 1980.  Com a implementação do Plano, um sucesso considerável foi alcançado. Em 1977, o valor bruto da produção da indústria e da agricultura atingiu 505,5 bilhões de yuans, 4,4% acima da meta e representando um aumento de 10,4% em comparação com o ano anterior. O produto interno bruto em 1978 atingiu 301 bilhões de yuans, um aumento de 12,3% em comparação com 1977 e um aumento de 19,4% em comparação com 1976.
No entanto, durante esse período, a economia chinesa se desenvolveu muito rapidamente e as metas muito altas desencadearam o início de mais uma rodada de erros. Em dezembro de 1978, a Terceira Sessão Plenária do 11º Comitê Central do Partido Comunista mudou o foco de trabalho do Partido Comunista para a modernização. A Sessão enfatizou que o desenvolvimento deve seguir regras econômicas e medidas de reajuste e reforma propostas, o que indicava que o desenvolvimento econômico nacional havia entrado em uma nova fase, de exploração e desenvolvimento. Em abril de 1979, o governo central apresentou formalmente novos princípios de reajuste, reforma, retificação e melhoria.

## Sexto Plano (1981-1985)
Este plano levou algum tempo para ser elaborado. Foi planejado pela primeira vez como parte do "Esboço do Plano de Desenvolvimento Econômico Nacional de Dez Anos para 1976–1985". Em fevereiro de 1980, o Conselho de Estado decidiu reformular os planos de médio e longo prazo do país. Para o efeito, a Comissão de Planeamento do Estado e departamentos afins também efectuaram extensos trabalhos de investigação e cálculo sobre a compilação do Plano e organizaram peritos para a realização de avaliações científicas. A reunião de planejamento nacional de 1982 foi novamente focada principalmente na elaboração do Plano. Foi somente em dezembro daquele ano que a quinta reunião do V Congresso Nacional do Povo homologou oficialmente o Plano.
Era um plano mais abrangente em comparação com seus antecessores, uma vez que ajustou e colocou o desenvolvimento econômico nacional em um caminho mais estável e saudável, com objetivos gerais para:
- Continue perseguindo o princípio de "ajustar, reformar, retificar e melhorar"
- Superar ainda mais os vários desafios para o desenvolvimento econômico
- Conseguir uma virada decisiva na situação fiscal
- Estabelecer uma base sólida para o avanço do desenvolvimento econômico e social nacional no próximo período de planejamento.[30]

Objetivos específicos incluídos:

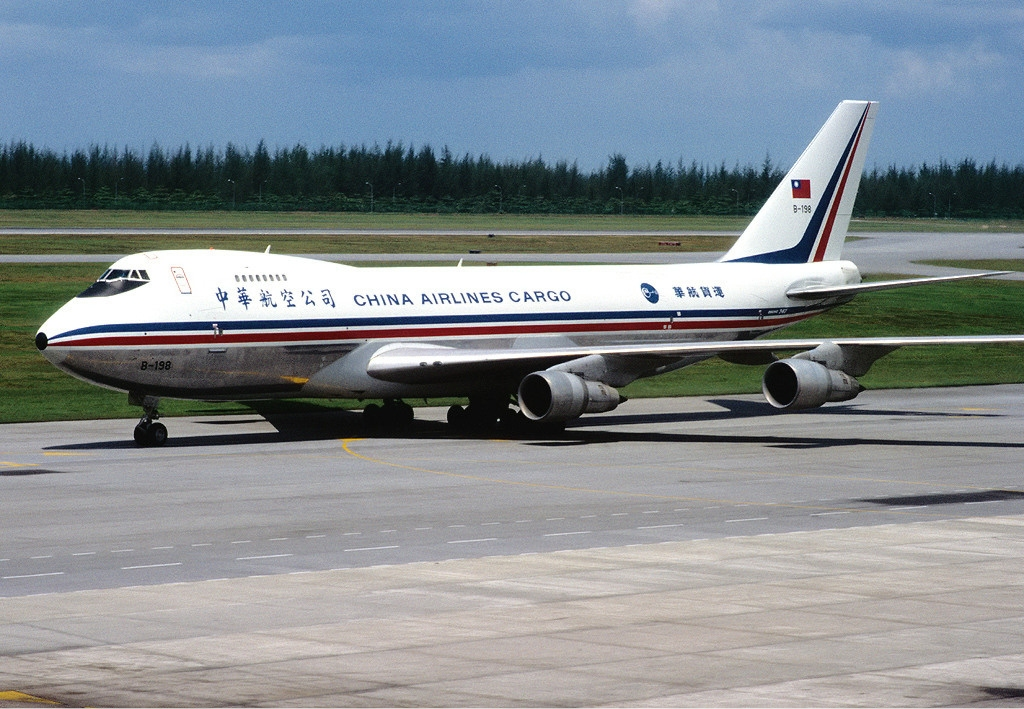
Um dos objetivos foi fazer uso eficaz do capital estrangeiro e introduzir ativamente tecnologia avançada para atender às necessidades domésticas.

1. Atingir uma taxa média de crescimento anual de 5% para produtos industriais e agrícolas.
2. Manter a oferta e a qualidade dos produtos de consumo em linha com o crescimento do poder de compra social e as mudanças na estrutura de consumo, e manter estáveis os preços de mercado.
3. Reduzir vigorosamente o consumo de materiais, principalmente de energia, e manter a produção de acordo com a disponibilidade de recursos.
4. Incentivar e implementar a atualização tecnológica empresarial, tendo como prioridade a economia de energia, e reunir o capital necessário para fortalecer a construção de projetos-chave de energia e comunicação em preparação para o 7º Plano Quinquenal.
5. Montar a base científica e tecnológica do país para a investigação científica e tecnológica e promover a aplicação de novas tecnologias, e desenvolver arduamente a educação, a ciência e a cultura para acelerar a construção de uma civilização ideológica e material.
6. Para fortalecer a construção da indústria de defesa nacional e aumentar as forças defensivas nacionais.
7. Para fortalecer a produção e melhorar a eficiência econômica para aumentar a receita do governo, para aumentar gradualmente as despesas com a construção econômica e cultural e para garantir um equilíbrio entre as receitas fiscais e despesas e crédito.
8. Para desenvolver vigorosamente o comércio, fazer uso eficaz do capital estrangeiro e introduzir ativamente tecnologia avançada para atender às necessidades internas.
9. Para controlar estritamente o crescimento da população, fazer arranjos adequados de emprego para a força de trabalho nas cidades e vilas, e melhorar continuamente a vida material e cultural das pessoas nas cidades e nas áreas rurais com base no crescimento da produção e na eficiência produtiva.
10. Para fortalecer os esforços de proteção ambiental.

O Plano foi, em geral, um grande sucesso:
- A economia nacional manteve um ritmo de crescimento estável. A taxa média de crescimento anual dos produtos industriais e agrícolas foi de 11%. O produto interno bruto em 1985 atingiu 778 bilhões de yuans (US $ 113 bilhões), significando um crescimento médio anual de 10% após a inflação desde 1980.

- O volume de produção dos principais produtos aumentou dramaticamente. Em comparação com 1980, 1985 viu um crescimento de 26,1% para o aço, 37,1% para o carvão, 35,8% para a eletricidade, 17,9% para o petróleo bruto, 92,8% para o algodão e 21,4% para os grãos.
- Avanços foram alcançados na construção de infraestrutura e atualização tecnológica. O investimento total em ativos fixos para empresas públicas atingiu 530 bilhões de yuans. 496 projetos de médio e grande porte foram construídos e iniciados, e outros 200.000 projetos foram transformados e atualizados.
- A situação fiscal melhorou gradualmente ano a ano. A receita fiscal cresceu em média 15,9 bilhões de yuans a cada ano, o que representou um crescimento anual de 12%, realizando assim um equilíbrio entre a receita fiscal e as despesas.
- As transações de comércio exterior e o intercâmbio tecnológico da China entraram em uma nova fase. Na classificação do volume de exportação mundial, a China subiu do 28º lugar em 1980 para o nº 0,10 em 1984.

Como alternativa, vários resultados negativos incluíram um índice de ativos fixos desproporcionalmente alto, rápido crescimento no consumo e excesso de oferta fiscal. Tudo isso impactou negativamente a estabilidade e o crescimento da economia.

## Sétimo Plano (1986-1990)
Em março de 1986, o Conselho de Estado submeteu "O 7º Plano Quinquenal de Desenvolvimento Econômico e Social Nacional da República Popular da China, 1986-1990" à Quarta Sessão do Sexto Congresso Nacional do Povo para revisão e ratificação. Foi a primeira vez na história da China que um plano global para o desenvolvimento social e econômico foi criado no início de um novo plano de cinco anos.

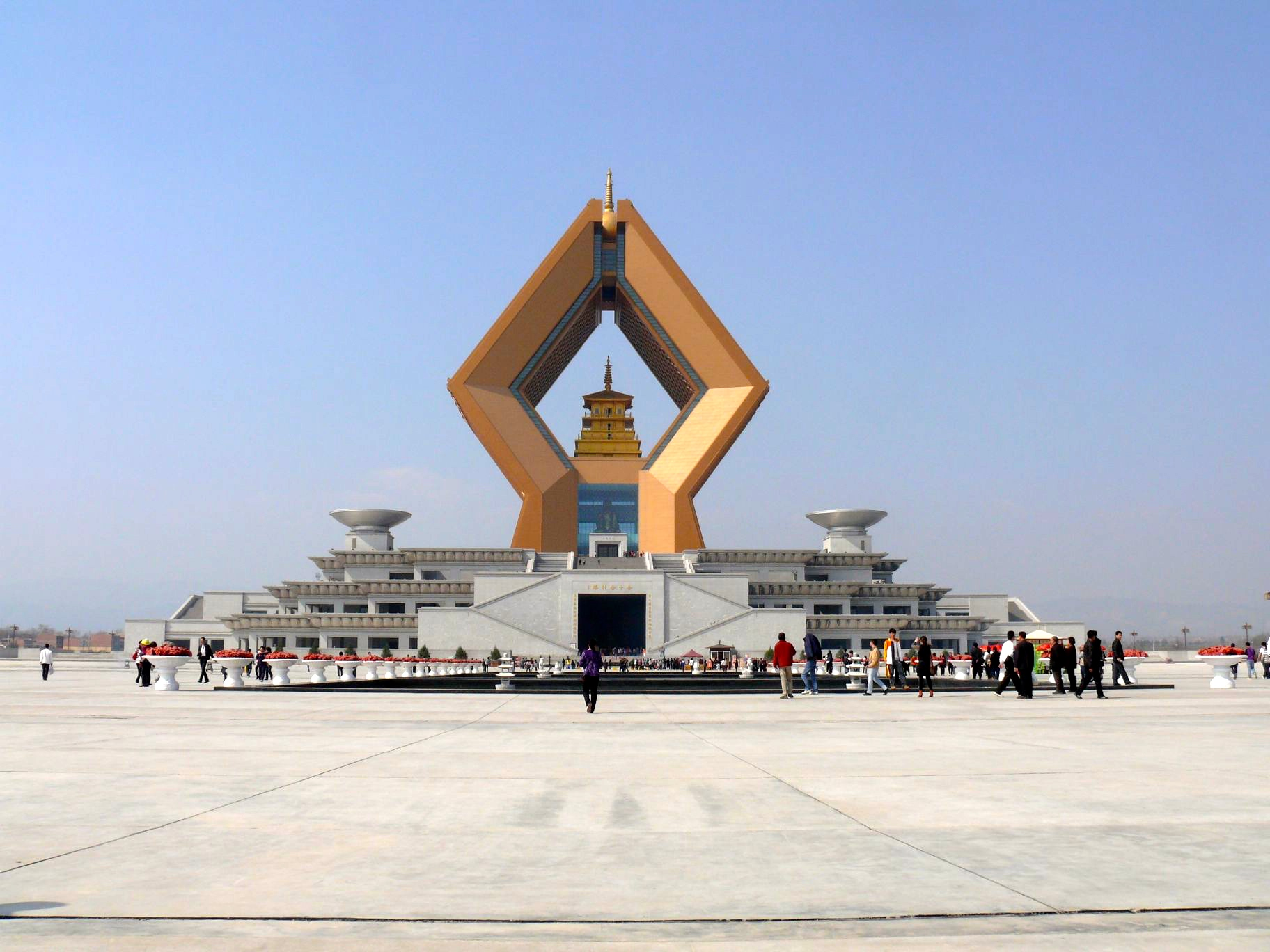
A expansão do templo e a reconstrução do pagode foram concluídas em outubro de 1988. Em 9 de novembro do mesmo ano, o Museu do Templo de Famen foi inaugurado.

Os princípios e diretrizes fundamentais do 7º Plano Quinquenal foram:
1. Colocar a reforma no topo da agenda e coordenar o desenvolvimento econômico com a reforma.
2. Manter um equilíbrio básico entre a demanda e a oferta social geral, entre o orçamento nacional, o crédito e os materiais.
3. Melhorar a eficiência econômica, especialmente a qualidade do produto; lidar adequadamente com as relações entre eficiência e taxa de crescimento, e qualidade e quantidade.
4. Para se adaptar à mudança da estrutura da demanda social e às demandas da modernização econômica, e para ajustar ainda mais a estrutura industrial.
5. Regular os investimentos em ativos fixos, readequar a estrutura de investimentos e agilizar a construção das indústrias de energia, comunicações, telecomunicações e matérias-primas.
6. Mudar o foco da construção para a atualização técnica, reforma e ampliação de empreendimentos existentes.
7. Para promover o desenvolvimento da ciência e da educação.
8. Para se abrir ainda mais para o mundo exterior, combinando o crescimento econômico interno com a expansão das trocas econômicas e tecnológicas externas.
9. Para melhorar ainda mais a vida material e cultural de todos os chineses.
10. Impulsionar vigorosamente a construção de uma civilização ideológica socialista junto com a construção de uma civilização material.
11. Para prosseguir com o espírito de luta árdua, trabalho árduo e parcimônia.

As metas específicas de desenvolvimento econômico estabelecidas no Plano foram:
- Aumentar a produção nacional bruta industrial e agrícola em 38% dentro de cinco anos, ou a uma taxa média anual de 6,7%, a produção agrícola bruta em 4% ao ano e a produção industrial bruta em 7,5%.
- Aumentar a produção nacional bruta em 44% em cinco anos, ou a uma taxa média anual de 7,5%.
- As metas de produção para os principais produtos industriais e agrícolas em 1990 eram: entre 425 e 450 bilhões de toneladas para grãos, 4,25 milhões de toneladas para algodão, 550 bilhões de kWh para eletricidade, 1 bilhão de toneladas para carvão bruto, 150 milhões de toneladas para petróleo bruto e entre 55 e 58 milhões de toneladas para aço. O volume de frete foi fixado em 9,4 bilhões de toneladas.
- O investimento em ativos fixos foi definido em 1.296 bilhões de yuans, com os ativos fixos projetados para crescer em 600 bilhões de yuans.
- Aumentar os volumes totais de importação e exportação em 35% em cinco anos, ao mesmo tempo em que expande a escala de investimento estrangeiro e tecnologia avançada. Além disso, foram estabelecidas metas para aumentar o consumo real dos residentes urbanos e rurais em 5% ao ano e, ao mesmo tempo, manter o equilíbrio básico entre o orçamento nacional, crédito, material e divisas.
- No campo da educação, popularizar e implantar gradativamente o regime de escolaridade obrigatória de nove anos e formar cinco milhões de profissionais, o dobro do planejamento anterior.[32]

## Oitavo Plano (1991-1995)
Em março de 1991, a quarta sessão do Sétimo Congresso Nacional do Povo (NPC) aprovou o Relatório do Conselho de Estado intitulado "O Plano Decenal para a Economia Nacional e Desenvolvimento Social e o Oitavo Plano Quinquenal". Sob a liderança de Deng Xiaoping, este Plano marcou o início de uma nova fase no desenvolvimento da China.  O Programa Decenal e do Oitavo Plano Quinquenal de Desenvolvimento Econômico e Social Nacional resumiu a estratégia de desenvolvimento econômico do governo e os planos de investimento para os anos 199l-2000 Como parte das "principais tarefas e metas importantes" do plano, o governo chinês busca reajustar a estrutura industrial da China e modernizar gradualmente a economia nacional. O plano concentra-se em seis setores prioritários: indústrias básicas e infraestrutura (como energia, transporte e comunicações); eletrônicos; agricultura; construção e serviços; defesa; e indústrias de processamento.

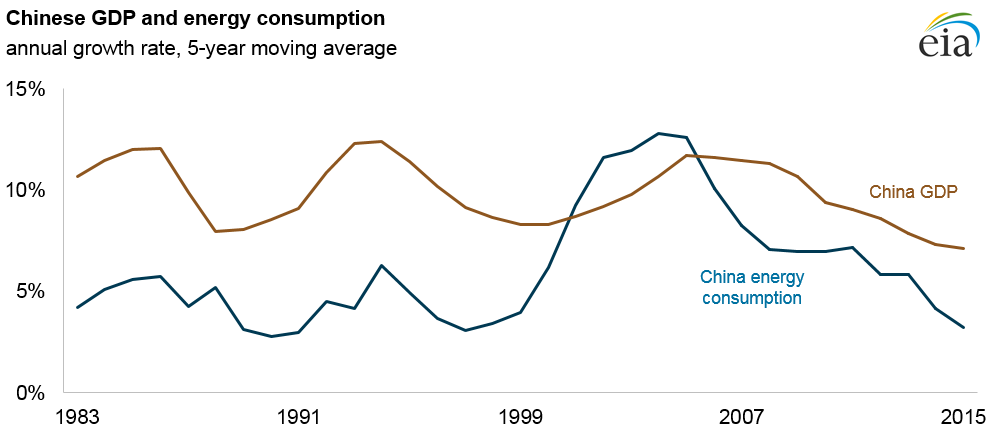
O PIB e o consumo de energia da China são consistentes com as metas políticas declaradas. (1983-2015)

O Oitavo Plano Quinquenal propõe um investimento total de 2.600 bilhões de yuans - cerca de 32 por cento do produto nacional bruto (PNB) entre 1991 e 1995. Deste montante, o investimento estatal constituirá cerca de 1.700 bilhões de yuans, ou 65 percerkg. O investimento estatal proposto pela China está programado para construção de capital, com prioridade dada a recursos naturais, transporte, comunicações, materiais brutos e semi-acabados, agricultura e conservação de água.  Para estimular o desenvolvimento da indústria nuclear, o Conselho de Estado emitiu uma circular solicitando a incorporação da indústria nuclear ao Ministério da Energia, sujeita a seu planejamento, financiamento e gestão globais, e para listar o orçamento nuclear para o Oitavo Plano Quinquenal como despesas "não operacionais", livrando as primeiras usinas nucleares domésticas de encargos de reembolso de dívidas. Não obstante, espera-se que o investimento necessário para a conversão de usinas militares em produção civil, tratamento de resíduos nucleares, proteção ambiental e reparo e manutenção exceda as capacidades do governo central; como resultado, a indústria também promoveu o envolvimento de governos provinciais e locais e empresas no desenvolvimento relacionado ao nuclear.
A economia nacional manteve seu ritmo de crescimento durante este período. O produto interno bruto em 1995 atingiu 5,76 trilhões de yuans, 4,3 vezes o registrado em 1980. Este plano cumpriu várias tarefas, incluindo:
- A produção de carvão, cimento, TV, alimentos, algodão e vestidos de algodão foi a mais alta do mundo, com a produção de aço e fibras químicas em segundo lugar e o fornecimento de eletricidade em terceiro.
- A economia da China experimentou um crescimento anual de 11 por cento, 4 pontos percentuais a mais do que durante o 7º período de planejamento de cinco anos.
- O investimento total em ativos fixos durante esse período atingiu 3,89 trilhões de yuans, com uma taxa de crescimento anual de 17,9%, 13,6 pontos percentuais acima do período de planejamento anterior. Destes, os investimentos das unidades estatais tiveram um crescimento anual de 22,9 por cento, muito maior do que o crescimento médio de 4,1 por cento anteriormente.
- Foram concluídos e colocados em produção 845 projetos de infraestrutura de grande e médio porte e 374 projetos de inovação técnica. Em termos de infraestrutura de transporte, foram construídos 5.800 quilômetros de ferrovia troncal, 3.400 quilômetros de via dupla e 2.600 quilômetros de ferrovia eletrificada. Os comprimentos das estradas foram aumentados em 105.000 quilômetros, incluindo 1.600 quilômetros de rodovias.
- A movimentação dos portos aumentou em 138 milhões de toneladas e 12 novos aeroportos foram construídos. Foram concluídos 100.000 quilômetros de cabos troncais de longa distância e o número de centrais telefônicas aumentou para 58,95 milhões de aparelhos. A capacidade de geração total instalada aumentou para 75 milhões de quilowatts e o fornecimento anual de eletricidade cresceu 9 por cento.
- As reservas cambiais atingiram US $ 73,6 bilhões, 5,6 vezes superior ao final do 7º Quinquênio.

Conquistas importantes também foram alcançadas na reforma do sistema econômico. O novo sistema financeiro com a descentralização tributária em seu núcleo, e o novo sistema tributário com o imposto sobre o valor agregado como seu principal componente, foram criados. O financiamento de políticas e o financiamento comercial foram gradualmente separados. Surgiu um sistema de macrorregulação e o mercado passou a ter um papel mais importante na alocação de recursos. Também mapeados estavam os primórdios de um setor público dominante.

## Nono Plano (1996-2000)
A Quinta Sessão Plenária do 14º Comitê Central do PCC aprovou a Proposta do Nono Plano Quinquenal de Economia Nacional e Desenvolvimento Social e Objetivos de Longo Prazo para o ano de 2010 em 28 de setembro de 1995. Foi o primeiro plano de médio prazo elaborado sob uma economia de mercado socialista e uma estratégia de desenvolvimento ao longo do século.  O Nono Plano Quinquenal de Desenvolvimento Econômico e Social e a Meta de Longo Prazo para 2010, aprovado em setembro, apontaram claramente a meta ambiental para os anos anteriores ao final do século e início do próximo século. Eles  são as principais medidas adotadas para cumprir a meta ambiental estabelecida para o nono período do plano.
As tarefas básicas estipuladas no Plano foram:
- Concluir a segunda fase do movimento de modernização
- Limitar o crescimento populacional em 300 milhões até 2000
- Quadruplicar o PIB per capita em comparação a 1980
- Eliminar a pobreza; e para acelerar o estabelecimento de um sistema empresarial moderno.

Os objetivos de longo prazo para o ano de 2010 eram:
Dobrar o PIB de 2000
Continuar a construir o sistema econômico de mercado socialista.
Em 1996, a economia chinesa continuou a crescer a um ritmo acelerado, cerca de 9,5%, acompanhada por uma inflação baixa. A economia desacelerou nos 3 anos seguintes, influenciada em parte pela crise financeira asiática.
Em 1998, Zhu Rongji sucedeu a Li Peng como o primeiro-ministro anunciando reformas após a crise financeira asiática e a desaceleração contínua da economia. Ele esperava que milhares de empresas estatais fossem reestruturadas por meio de fusões, flutuações de ações e falências. Também cerca de quatro milhões de empregos públicos a fossem eliminados. Entretanto, a China ainda continuou a crescer. Ela teve crescimento oficial de 8,9% em 1997, 7,8% em 1998 e 7,1% em 1999. De 1995 a 1999, a inflação caiu drasticamente, refletindo políticas monetárias mais rígidas e medidas mais fortes para controlar os preços dos alimentos. O ano de 2000 mostrou uma reversão modesta dessa tendência. O produto interno bruto em 2000 cresceu oficialmente em 8,0% naquele ano e quadruplicou desde 1978. Em 1999, com 1,25 bilhão de habitantes, mas um PIB de apenas $ 3.800 per capita (PPC), a China se tornou a segunda maior economia do mundo depois dos EUA.
O volume total das importações e exportações da China atingiu US $ 474,3 bilhões em 2000, com as exportações respondendo por US $ 249,2 bilhões, um aumento de 69% e 67%, respectivamente, em relação a 1995. O mix de exportações melhorou e a proporção de produtos eletromecânicos e produtos de alta tecnologia aumentou. Os âmbitos de atividade abertos aos negócios estrangeiros foram alargando-se gradualmente e o ambiente de investimento foi melhorado. O investimento estrangeiro foi aumentado e melhor utilizado. Mais de US $ 289,4 bilhões em recursos externos foram aplicados nos últimos cinco anos, um aumento de 79,6% em relação ao período do Oitavo Plano Quinquenal. As reservas cambiais da China totalizavam US $ 165,6 bilhões no final de 2000, US $ 92 bilhões a mais do que em 1995.

## Décimo Plano (2001–2005)
O Plano, além de outras metas, pretendia aumentar as taxas de crescimento da renda disponível dos residentes urbanos e da renda líquida dos residentes rurais para cinco por cento cada. Além disso, os objetivos foram definidos para aumentar a área de habitação por residente urbano para 22 m² até 2005, e para instalar 40 por cento de todas as residências na China com TV a cabo.
As tarefas básicas estabelecidas no 10º Plano foram:

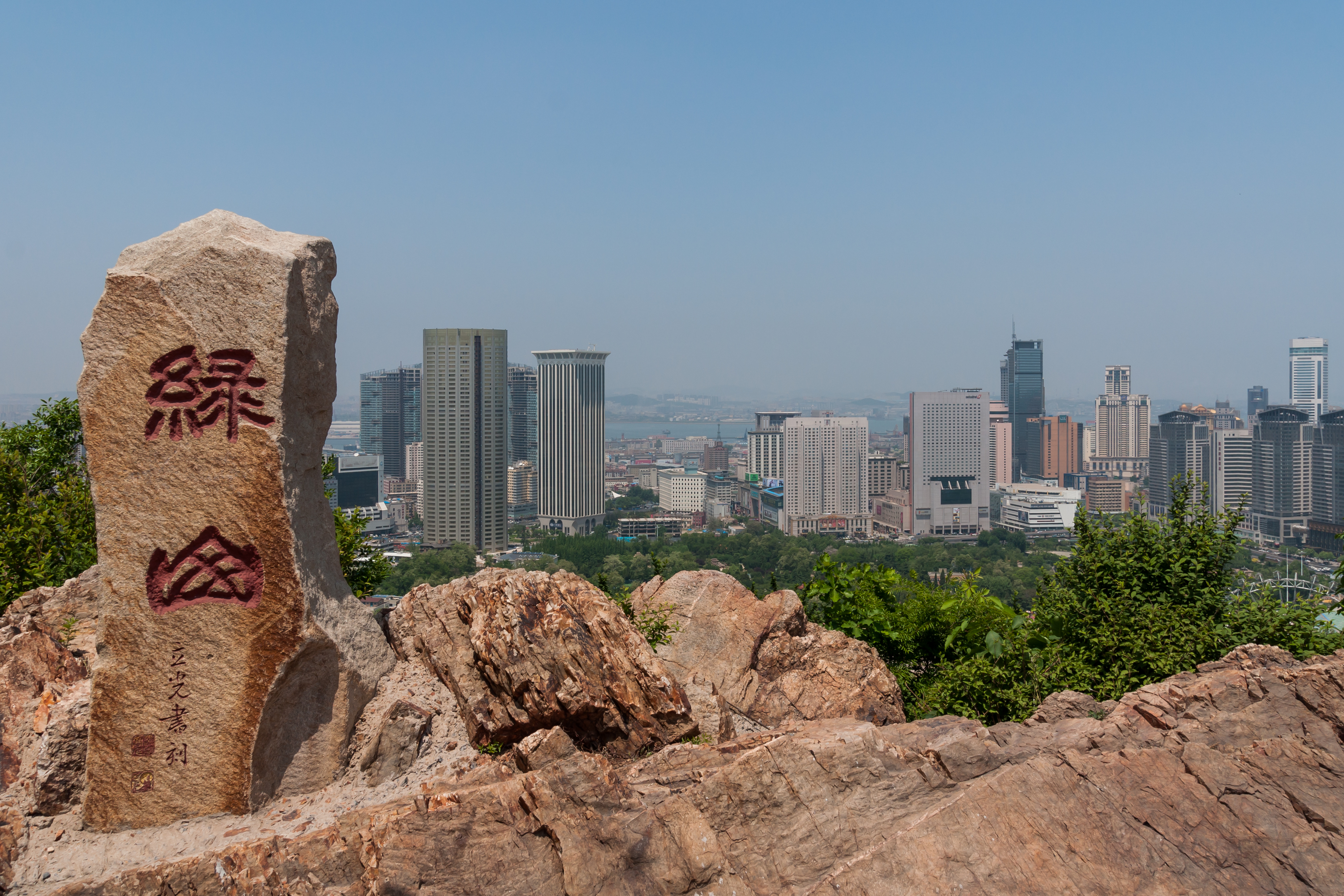
Cimeira da estação da torre de TV a cabo - O Plano previa instalar 40% de todos os lares na China com TV a cabo.

- Cimeira da estação da torre de TV a cabo - O Plano previa instalar 40% de todos os lares na China com TV a cabo.Atingir uma taxa média de crescimento econômico anual de cerca de 7%.
- Atingir um PIB de 12.500 bilhões de yuans em 2005, calculado a preços de 2.000, e um PIB per capita de 9.400 yuans.
- Aumentar o número de empregados urbanos e o número de trabalhadores rurais excedentes transferidos para as cidades para 40 milhões cada, controlando assim as taxas de desemprego urbano registradas em cerca de 5%.
- Manter os preços estáveis e manter o equilíbrio entre as receitas e despesas internacionais.
- Otimizar e atualizar a estrutura industrial e fortalecer a competitividade internacional da China.
- Atingir o crescimento das indústrias primárias, secundárias e terciárias às taxas de 13, 51 e 36 por cento, respectivamente, do PIB, com os empregados por essas indústrias respondendo por 44, 23 e 33 por cento do número total de empregados no país.
- Melhorar a economia nacional e os níveis de TI social.
- Dê início às operações de mais instalações de infraestrutura.
- Trazer a disparidade de desenvolvimento entre as regiões sob controle efetivo e aumentar os níveis de urbanização.
- Aumentar o financiamento de pesquisa e desenvolvimento para mais de 1,5% do PIB e fortalecer as capacidades de inovação científica, acelerando assim o progresso tecnológico.
- Aumentar as taxas brutas de matrícula em escolas de segundo grau, escolas de segundo grau e instituições de ensino superior para mais de 90 por cento, 60 por cento e 15 por cento, respectivamente.
- Reduzir a taxa de crescimento natural da população para menos de nove por mil, e limitar a população a não mais que 1,33 bilhão até 2005.

Na frente ambiental, aumentar a cobertura florestal para 18,2% e a taxa verde urbana para 35%. A quantidade total dos principais poluentes urbanos e rurais descarregados será reduzida em 10 por cento em comparação com 2000, e mais medidas seriam tomadas para proteger e economizar recursos naturais.  O Plano, além de outras metas, pretendia aumentar as taxas de crescimento da renda disponível dos residentes urbanos e da renda líquida dos residentes rurais para cinco por cento cada. Além disso, os objetivos foram definidos para aumentar a área de habitação por residente urbano para 22 m² até 2005, e para instalar 40 por cento de todas as residências na China com TV a cabo.

## Décimo primeiro plano (2006–2010)
De acordo com o projeto de diretrizes apresentado na sessão do Congresso Nacional do Povo de 2006, os objetivos da Décima Primeira Diretriz Quinquenal eram:

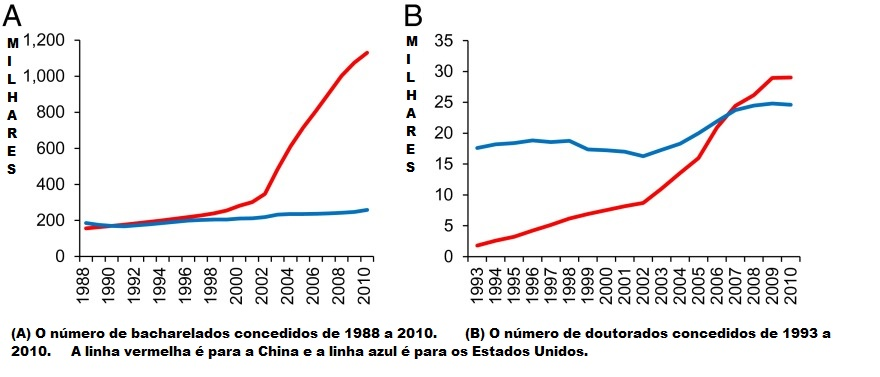
Grafico do número de bacharelados e o número de doutorados concedidos. Linha vermelha (China) Linha azul (EUA)

### Crescimento econômico
1. PIB crescer 7,5% ao ano, de 18,2 trilhões de yuans em 2005 para 26,1 trilhões de yuans em 2010;
2. O PIB per capita crescer 6,6% ao ano, de 13.985 yuans em 2005 para 19.270 yuans em 2010.

### Estrutura econômica
1. Participação do valor adicionado da indústria de serviços no PIB aumentar de 40,3% em 2005 para 43,3% em 2010;
2. A participação do emprego na indústria de serviços aumentar de 31,3% para 35,3% em 2010;
3. Participação dos gastos com pesquisa e desenvolvimento (P&D) no PIB total aumentar de 1,3% em 2005 para 2% em 2010;
4. Taxa de urbanização passar de 43% em 2005 para 47% em 2010.

### População, recursos, meio ambiente
1. A população passar de 1,30756 bilhão em 2005 para 1,36000 bilhão em 2010; Consumo de energia por unidade do PIB cair 20% em cinco anos;
2. Consumo de água por unidade de valor adicionado industrial cair 30% em cinco anos; Coeficiente de uso efetivo da água para irrigação passar de 0,45% em 2005 para 0,5% em 2010;
3. Taxa de aproveitamento integral de resíduos sólidos industriais passar de 55,8% em 2005 para 60% em 2010;
4. A área total de terras cultivadas cair de 122 milhões de hectares em 2005 para 120 milhões em 2010;
5. Descarga total dos principais poluentes cair 10% em cinco anos; A cobertura florestal aumentar de 18,2% em 2005 para 20% em 2010.

### Serviço público, vida das pessoas
1. Prazo de escolaridade per capita de 8,5 anos em 2005 para nove anos em 2010;
2. A cobertura da pensão básica de velhice urbana aumentar de 174 milhões de pessoas em 2005 para 223 milhões em 2010;
3. A cobertura do novo sistema de assistência médica cooperativa rural aumentar de 23,5% em 2005 para mais de 80% em 2010;
4. Novos empregos criados para residentes urbanos, chegando a 45 milhões em cinco anos; Número de trabalhadores rurais transferidos para setores não agrícolas chegando a 45 milhões em cinco anos;
5. A taxa de desemprego urbana registrar aumento de 4,2% em 2005 para 5% em 2010;
6. A renda disponível per capita dos residentes urbanos aumentar 5% ao ano em cinco anos, de 10.493 yuans em 2005 para 13.390 yuans em 2010;
7. A renda líquida per capita dos residentes rurais aumentar 5% ao ano em cinco anos, de 3.255 yuans em 2005 para 4.150 yuans em 2010.[48]

## Décimo segundo plano (2011–2015)
A décima segunda diretriz quinquenal foi debatida em meados de outubro de 2010 na quinta sessão plenária do 17º Comitê Central do Partido Comunista da China (PCC), mesma sessão em que Xi Jinping foi eleito vice-presidente da Comissão Militar Central. Uma proposta completa para o plano foi lançada após o plenário e aprovada pelo Congresso Nacional do Povo em 14 de março de 2011, com os objetivos de enfrentar o aumento da desigualdade e criar um ambiente para um crescimento mais sustentável, priorizando uma distribuição de riqueza mais equitativa, aumento do consumo interno e melhoria da infraestrutura social e das redes de segurança social.
O plano é representativo dos esforços da China para reequilibrar sua economia, mudando a ênfase do investimento para o consumo e o desenvolvimento das áreas urbanas e costeiras para as áreas rurais e interiores - inicialmente desenvolvendo pequenas cidades e distritos verdes para absorver a migração costeira. O plano também continua a defender os objetivos estabelecidos no Décimo Primeiro Plano Quinquenal para aumentar a proteção ambiental, acelerar o processo de abertura e reforma e enfatizar o papel de Hong Kong como um centro de finanças internacionais.
As metas para a 12ª diretriz de cinco anos em 2011 eram aumentar o PIB em cerca de 8%, 7% de crescimento anual da renda per capita, gastar 2,2% do PIB em pesquisa e desenvolvimento até 2015, trazer a população para menos de 1,39 bilhão até 2015 , reajustar a distribuição de renda para interromper a lacuna enorme, conter firmemente o aumento excessivo dos preços da habitação, implementar uma política monetária prudente, intensificar os esforços anticorrupção, acelerar a reestruturação econômica e lidar com as complexas situações de desenvolvimento em 2011.
Entre os outros destaques do esboço do plano distribuído à mídia antes da abertura da Quarta Sessão do 11º NPC estão:
- Taxa de urbanização chegando a 51,5%
- Produção de valor agregado de indústrias estratégicas emergentes, respondendo por 8% do PIB
- Convite ao investimento estrangeiro na agricultura moderna, alta tecnologia e indústrias de proteção ambiental
- Mudança das regiões costeiras de "fábrica mundial" para centros de pesquisa e desenvolvimento, manufatura de ponta e setor de serviços
- Desenvolvimento mais eficiente da energia nuclear sob a condição de segurança garantida
- Aumento do ímpeto para usinas hidrelétricas de grande escala no sudoeste da China
- Comprimento das ferrovias de alta velocidade atingindo 45.000 km
- Extensão da malha rodoviária alcançando 83.000 km
- Um novo aeroporto sendo construído em Pequim
- 36 milhões de novos apartamentos a preços acessíveis para pessoas de baixa renda

## Décimo terceiro Plano (2016–2020)

### Áreas de foco
- Inovação: Subir na cadeia de valor abandonando a velha indústria pesada e construindo bases de uma infraestrutura moderna com uso intensivo de informações
- Alcance resultados significativos no desenvolvimento voltado para a inovação
- Equilíbrio: Ligar as lacunas de bem-estar entre o campo e as cidades, distribuindo e gerindo recursos de forma mais eficiente
- Ecologização: Desenvolver a indústria de tecnologia ambiental, bem como a vida ecológica e a cultura ecológica.
- Alcançar uma melhoria geral na qualidade do meio ambiente e dos ecossistemas
- Abertura: Maior participação nas estruturas de poder supranacionais, mais cooperação internacional
- Compartilhamento: Incentivar o povo da China a compartilhar os frutos do crescimento econômico, para preencher as lacunas de bem-estar existentes
- Saúde: Implementar a saúde universal proposta no Plano de Ação de Saúde de 2020.
- Sociedade moderadamente próspera: Terminar de construir uma sociedade moderadamente próspera em todos os aspectos

### Políticas
- “Todo mundo é empreendedor, criatividade das massas” (大众 创业 ， 万众 创新)

#### "Made in China 2025" (中国 制造 2025)
Iniciativa para atualizar de forma abrangente a indústria chinesa e obter uma parte maior das cadeias produtivas globais. Para atualizar, consolidar e equilibrar a indústria manufatureira da China
- Visa abordar quatro tendências preocupantes na situação atual:
  - (Nacionalmente) tecnologias vitais carecem de uma plataforma central (doméstica)
  - Produtos industriais chineses são vistos internacionalmente como de qualidade inferior
  - A competição industrial doméstica é acirrada devido à estrutura excessivamente homogênea
  - Conversão deficiente de resultados de pesquisa acadêmica em aplicação prática

- "A economia precisa de um Estado de Direito" (建构 法制 经济)
- "Reforma da defesa nacional"
  - Reforma organizacional do exército, reduzindo o número de generais de alto escalão, bem como concentrando funções de ramos, transferindo alguns para o Ministério da Defesa

- "Nova Urbanização Nacional" (国家 新型 城镇 化)
  - "Política reformada do filho único", agora chamada de "política de dois filhos"[55]

## Décimo quarto plano (2021–2025)
O 14º Plano Quinquenal foi elaborado durante a quinta sessão plenária do 19º Comitê Central, realizada de 26 a 29 de outubro de 2020. Han Wenxiu, o vice-diretor do Escritório da Comissão Econômica e Financeira Central, disse que o líder chinês Xi Jinping liderou pessoalmente o processo de redação por meio de várias reuniões do Politburo, seu comitê permanente e o painel de redação que ele chefiou. O plano foi elaborado tendo como pano de fundo a piora das relações China-Estados Unidos e a pandemia COVID-19, que fez com que a economia da China encolhesse no primeiro trimestre de 2020 - a primeira vez em 44 anos. O plano inclui:

### Economia
Amplamente delineado no final de outubro de 2020, o novo plano visa que a China se torne uma economia "moderadamente desenvolvida" até 2035, com um PIB per capita de cerca de US $ 30.000, quase três vezes o nível de 2020. Ele antecipa o crescimento futuro amplamente baseado no consumo doméstico de bens e serviços e visa reduzir as disparidades entre os padrões de vida urbanos e rurais. O plano inclui o "desenvolvimento pacífico" das relações com Taiwan, considerada "uma província rebelde e parte do território chinês". O governo chinês também deseja expandir seu papel na economia implementando restrições de mercado, promovendo a implementação do Iniciativa do Cinturão e Rota (em chinês:  一带一路).
Circulação dupla e cadeias de abastecimento seguras: A guerra comercial entre os Estados Unidos e a China fez com que as empresas chinesas pressionassem o governo da China para retirar a produção da China. A solução proposta por Xi era a "circulação dupla" (chinês tradicional: 國內國際雙循環, chinês simplificado: 国内国际双循环), com a "circulação interna" e a "circulação externa" atendendo ao comércio interno e externo, respectivamente.

### Meio Ambiente

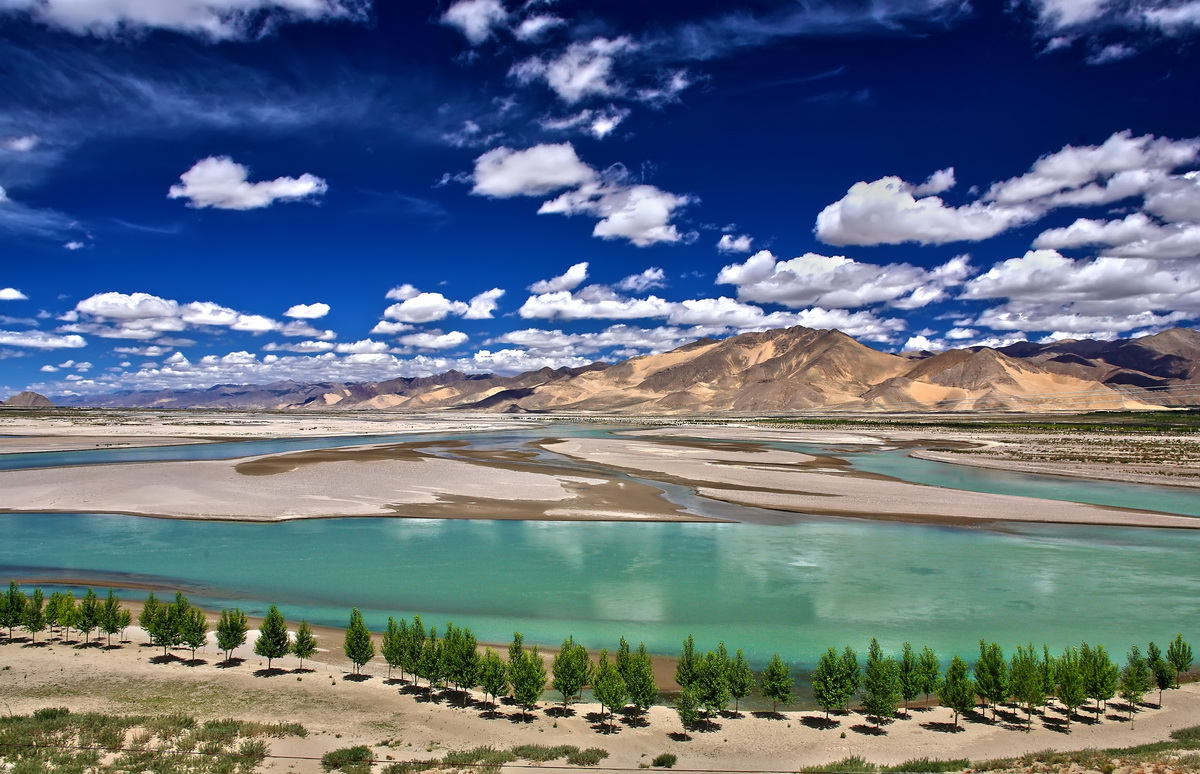
O plano chinês prevê o desenvolvimento da capacidade hidrelétrica no rio Yarlung Tsangbo.

Os economistas esperam que a taxa de crescimento alvo do plano para o período exceda 5% ao ano. Prevê-se que o plano 2021-2025 tenha metas agressivas de energia sustentável, a fim de alcançar as metas anunciadas da China de neutralidade de carbono até o mais tardar em 2060.
- Novas tecnologias de energia: Xi Jinping anunciou que novas tecnologias de energia, como baterias de automóveis de empresas estatais farão com que metade dos veículos na China sejam elétricos ou movidos a células de combustível e metade híbridos até 2035.[61]
- Desenvolva um plano para atingir o pico de emissões de carbono até o final da década de 2020.[62]
- Aumentar a proporção do uso de energia de combustível não fóssil para 20% até 2025, em comparação com 15% no final de 2019.[62]

### Energia
Recomendações sobre o desenvolvimento de capacidade hidrelétrica de até 60 gigawatts no Yarlung Tsangbo.

### Pesquisa e desenvolvimento
O plano visa aumentar as capacidades científicas e técnicas da China. A China pretende fazer "grandes avanços em tecnologias essenciais".
Visa também aumentar os gastos com P&D todos os anos em 7%, com a proporção disso indo para a pesquisa básica aumentando de 6% para mais de 8%. e ajuda no desenvolvimento de aplicações do mundo real, promovendo vínculos mais estreitos entre negócios, indústria e academia - historicamente, esses vínculos têm sido fracos. [34] As empresas serão incentivadas a investir em P&D por meio de incentivos fiscais.
O plano visa impulsionar: informação quântica e computação, ciência do cérebro, semicondutores, indústria de sementes, pesquisa genética, medicina regenerativa, biotecnologia, medicina clínica e saúde, e espaço profundo, mar profundo e exploração polar. O governo chinês acrescentou que aumentaria os gastos com pesquisa básica (isto é, estudos de avanços potenciais) em 10,6% em 2021 e criaria uma estratégia de pesquisa de 10 anos.
A China ainda não é capaz de desenvolver semicondutores de forma independente. Reconhecendo os desafios que se avizinham, funcionários influentes, empresários e acadêmicos evocaram o "espírito patriótico dos cientistas" e exortaram os estudantes e empresários chineses a "roer os ossos duros" para ajudar a China a construir uma cadeia de fornecimento de semicondutores independente e controlável.
A China tem mais de 7.200 empresas de sementes licenciadas, mas poucas têm capacidade para inovar. Tang Renjian, Ministro da Agricultura e Assuntos Rurais, disse que o ministério está estudando um plano para ajudar seu setor de criação de animais e plantas a reduzir a lacuna com países estrangeiros.

### Urbanização
- Suspensão das restrições do sistema Hukou para cidades com menos de 3 milhões de residentes urbanos e relaxamento para cidades maiores.
- Todos os residentes urbanos terão pleno acesso aos serviços públicos urbanos básicos, e os migrantes rurais poderão obter residência urbana.
- Desenvolvimento de aglomerados de cidades grandes, médias e pequenas.[66]